# FastTrack
FastTrack – sieć typu P2P pozwalająca na wymianę plików różnych typów za pośrednictwem Internetu.

## Opis sieci
Sieć FastTrack Umożliwia wymianę plikami wszystkich typów (muzyka, filmy, gry itp.). Wyprzedza wielu swoich konkurentów dzięki mechanizmom, które zostały zastosowane (m.in. możliwość dosyć szybkiego wyszukiwania interesujących użytkownika plików). Głównym mankamentem programu jest to, iż informacje o stosunku danych pobranych (download) i wysłanych (upload) są przechowywane na komputerze użytkownika, więc bardzo łatwo je sfałszować. Istnieje kilka alternatywnych klientów pozwalających na łączenie się z tą siecią, więc nie ma konieczności korzystania z oryginalnego klienta, którym jest Kazaa Media Desktop promowana przez firmę Sharman Networks.
Sieć FastTrack jest „samoorganizującą się siecią dystrybucyjną”. Wielowarstwowa specyfika sprawia, że komputery o dużej mocy stają się superwęzłami (ang. supernodes). Dowolny użytkownik sieci FastTrack, jeśli spełnia kryteria mocy procesora, przepustowości łącza internetowego itp. może stać się superwęzłem. Zarządzanie siecią FastTrack jest w pełni automatyczne – przyznawanie i odbieranie statusu superwęzłów odbywa się dynamicznie.

## Programy klienckie sieci
- Kazaa Media Desktop – oryginalny klient sieci FastTrack. Zawiera oprogramowanie adware i szpiegujące.
- Kazaa Lite K++ – jednocześnie okrojona i wzbogacona wersja programu Kazaa. Pozbawiona została programów szpiegowskich, wzbogacona zaś o bardzo przydatne narzędzia. Dość ważną różnicą z oryginałem jest nieograniczony bitrate dla plików MP3, dzięki temu pozwala na pobieranie muzyki w bardzo dobrej jakości.
- K-Lite – oczyszczona z wszelkiego oprogramowanie o charakterze szpiegowskim oraz wzbogacona o wiele przydatnych dodatków wersja programu oryginalnego klienta FastTrack. K-Lite opiera się (w przeciwieństwie do Kazaa Lite) na najnowszej wersji Kazaa 2.6, dzięki czemu obsługuje wyszukiwanie zakładkowe oraz magnetyczne linki.
- Mammoth – darmowy klient sieci FastTrack, w przeciwieństwie do Kazaa Media Desktop nie zawiera programów szpiegujących i adware. Program posiada bardzo ładny, podobny do oryginalnego interfejs. Jest bardzo łatwy w użyciu. Posiada także wbudowany IRC. Kolejną zaletą jest bardzo małe obciążenie procesora.
- iMesh – program opierający się na sieci FastTrack. Pozwala na dzielenie się pomiędzy użytkownikami plikami wszystkich typów, lecz najlepiej radzi sobie z plikami muzycznymi. Od wersji 6.0 w wyniku porozumień z RIAA i MPAA pobieranie pirackich kopii utworów i filmów jest w tym programie bardzo utrudnione. Nowością od wersji 7.0 jest polski interfejs, a od 7.1 polska wersja strony.